# Emilie Schindler
Emilie Schindler (Maletín 22 d'octubre de 1907 – Strausberg, 5 d'octubre de 2001) és coneguda perquè juntament amb el seu marit Oskar Schindler, van salvar més de 1.200 persones jueves de l'Holocaust.

## Infantesa
Va néixer amb el nom d'Emilie Pelzl al poble d'Alt Moletein (en txec, Starý Moletín; actual Maletín), que en aquell moment formava part de l'Imperi Austrohongarès, però actualment pertany a la República Txeca. Era la filla petita de Josef i Marie Pelzl que eren pagesos, tenia una relació molt propera amb el seu germà, Franz.
La seva infantesa a l'Alt Moletein van ser idíl·lica, ja que era molt aficionada a la naturalesa i als animals. Emilie també s'interessava pels gitanos que, de tant en tant, acampaven prop del poble durant uns dies. El seu estil de vida nòmada, la seva música i les seves històries la fascinaven.

## Matrimoni
Emilie Pelzl va veure per primera vegada Oskar Schindler el 1928, quan va arribar a l'Alt Moletein per vendre motors elèctrics a casa seva. Al cap de sis setmanes, la parella va decidir casar-se. el 6 de març de 1928 en un hostal als afores de Zwittau, ciutat natal del marit.
El matrimoni va començar a tenir problemes ben aviat, atès que ell es va gastar 100 corones txeques del dot (una suma considerable en aquella època) en un cotxe de luxe i altres articles sumptuosos.
| «                                                                                            | En In spite of his flaws, Oskar had a big heart and was always ready to help whoever was in need. He was affable, kind, extremely generous and charitable, but at the same time, not mature at all. He constantly lied and deceived me, and later returned feeling sorry, like a boy caught in mischief, asking to be forgiven one more time—and then we would start all over again ... | Tot i els seus defectes, Óscar tenia un gran cor i sempre estava disposat a ajudar a qui estigués necessitat. Era afable, amable, extremadament generós i caritatiu, però, al mateix temps, immadur. Constantment em mentia i m'enganyava per després tornar com un nen atrapat en una malifeta, tot demanant ser perdonat una vegada més - i, a continuació, començava tot nou... | » |
| — Emilie Schindler, Una memòria on la llum i l'ombra es troben (Where Light and Shadow Meet) | | |   |

Està enterrada al cementiri de Waldkraiburg (Baviera) i a l'epitafi diu "Qui salva una vida, salva el món sencer" (Wer einen Menschen rettet, rettet die ganze Welt).

## Llegat
Emilie va ser honrada per diverses organitzacions jueves pels seus esforços durant la Segona Guerra Mundial. Al maig de 1994 va ser declarada com a persona "Justa entre les Nacions" pel memorial Yad Vashem, juntament amb Miep Gies, la dona que va amagar Anne Frank i la seva família als Països Baixos durant la II Guerra Mundial. El 1995 va ser condecorada per la República Argentina, amb l'Ordre de Maig, el més alt honor donat a qui contribueix amb el seu esforç al progrés i al benestar.

## Cultura
La seva vida va inspirar els llibre biogràfics A l'ombra de Schindler. Emilie Schindler (1997) i Jo, Emilie Schindler (2001), ambdós escrits per Erika Rosenberg. A més, la seva lluita en defensa dels drets humans, va servir d'inspiració per a la novel·la L'arca de Schindler (1982) en la qual es va basar la pel·lícula La llista de Schindler (1993). En aquesta pel·lícula, el personatge d'Emilie Schindler va ser representat per l'actriu britànica Caroline Goodall, encara que en l'escena final, hi apareix ella mateixa col·locant una pedra sobre la tomba del seu marit.